# Estação Faria Lima
A Estação Faria Lima é uma estação da Linha 4–Amarela do Metrô de São Paulo operada pela ViaQuatro. Está localizada na Avenida Brigadeiro Faria Lima, entre as ruas Teodoro Sampaio e Cardeal Arcoverde, junto ao Largo da Batata, no distrito de Pinheiros. Teve as obras civis concluídas em fevereiro de 2010. A previsão para a operação comercial era de março de 2010, mas acabou adiada para o dia 25 de maio, data que marcou o início da operação na linha, entre as estações Paulista e Faria Lima. O atraso foi causado pelos testes dos trens. A estação também deverá receber a futura Linha 20–Rosa (Lapa–Afonsina).

## Características
Estação enterrada com plataformas laterais e estruturas em concreto aparente. Possui acesso para pessoas com deficiência e integração com terminal de ônibus urbano. Sua capacidade é de 30 mil passageiros por hora no horário de pico.
A estação conta com dez agentes de atendimento e manutenção do consórcio ViaQuatro e dez de atendimento e segurança, e na fase inicial conta com ambulâncias de prontidão.

## Tabelas
| Linha     | Terminais        | Estações | Principais destinos                                                          | Duração das viagens (min) | Intervalo entre trens (min) | Funcionamento                                                                                  |
| --------- | ---------------- | -------- | ---------------------------------------------------------------------------- | ------------------------- | --------------------------- | ---------------------------------------------------------------------------------------------- |
| 4 Amarela | Luz ↔ Vila Sônia | 10       | Morumbi, Butantã, Pinheiros, Consolação, Higienópolis, República, Bom Retiro | 10                        | 2                           | De domingo a sexta-feira, das 4h40 à meia-noite. Aos sábados, das 4h40 até a 1 hora de domingo |

| Sigla | Estação    | Inauguração        | Capacidade                   | Integração               | Plataformas | Posição     | Notas                                      |
| ----- | ---------- | ------------------ | ---------------------------- | ------------------------ | ----------- | ----------- | ------------------------------------------ |
| FAL   | Faria Lima | 25 de maio de 2010 | 30 mil passageiros hora/pico | Bilhete único da SPTrans | Laterais    | Subterrânea | Estação com estrutura de concreto aparente |

## Galeria

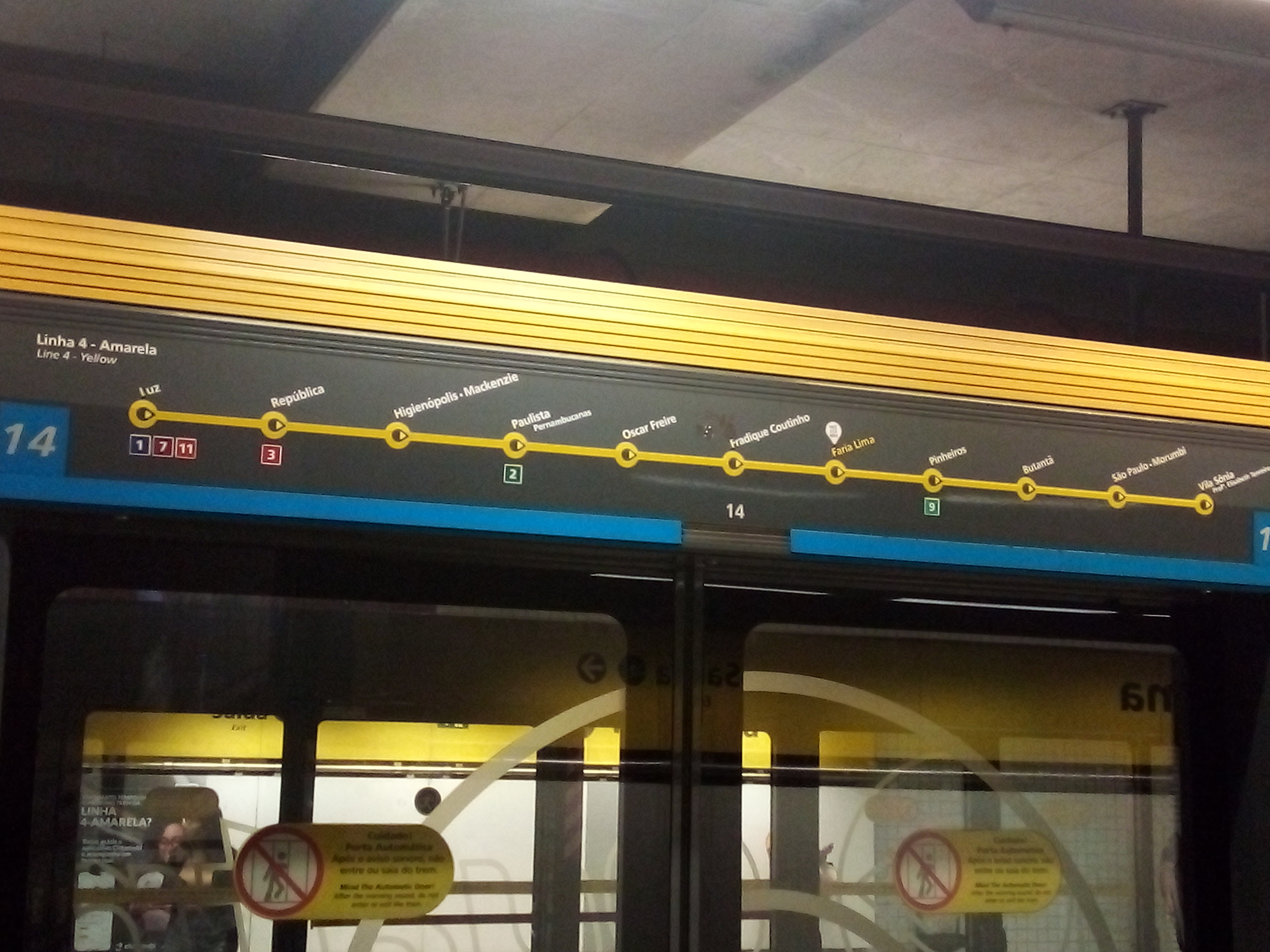
Mapa da linha na estação
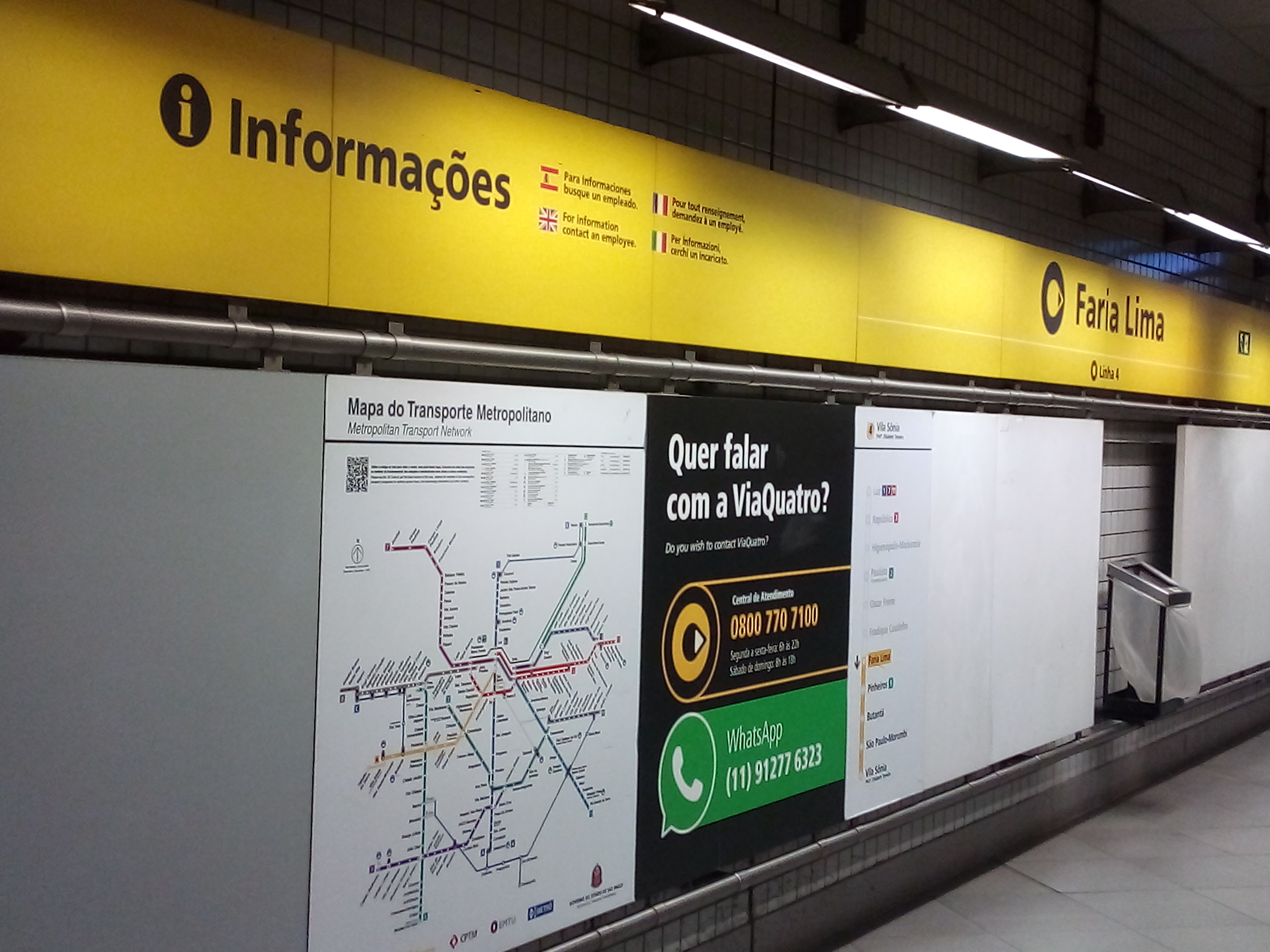
Painel com identificação da estação
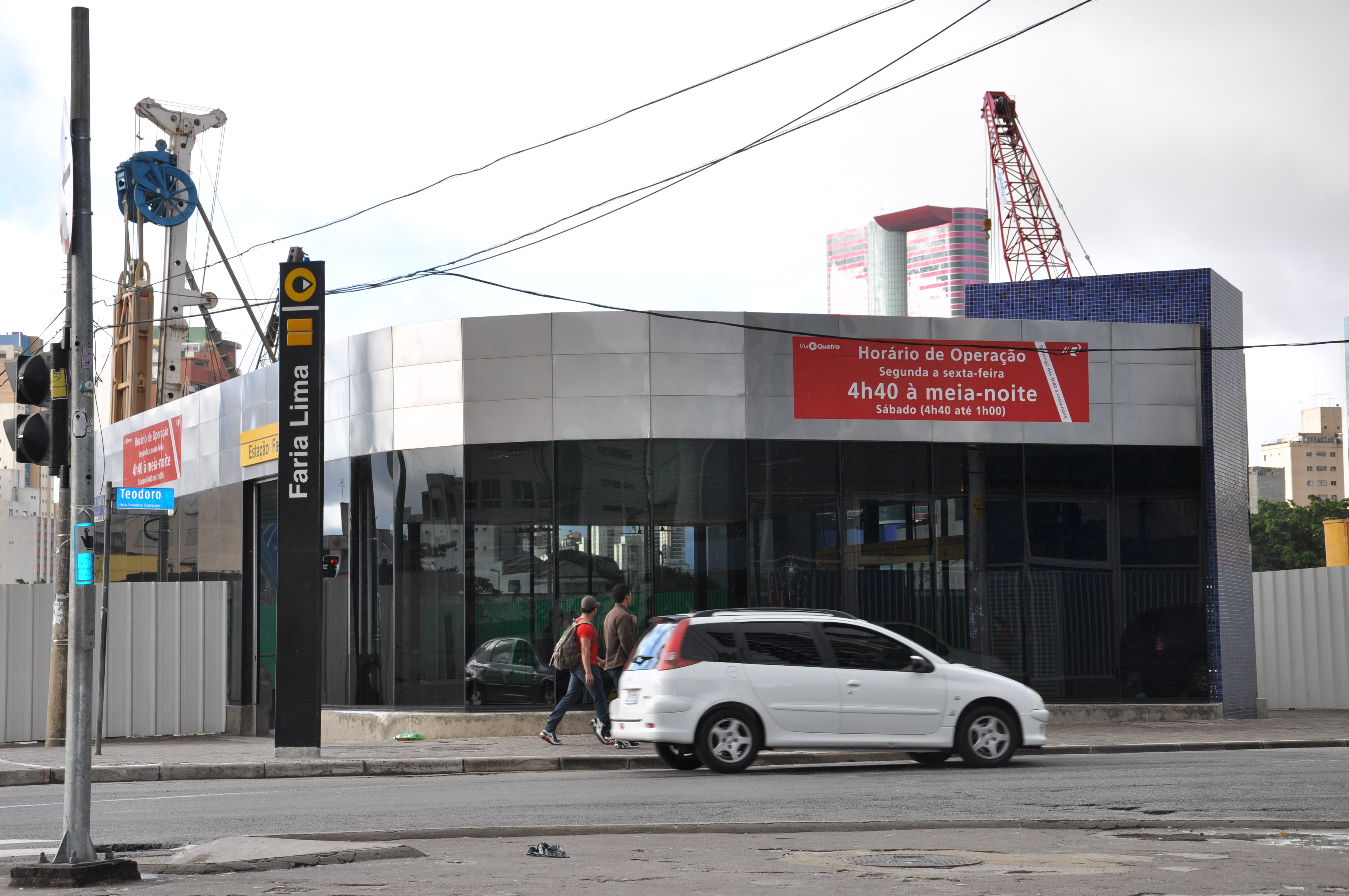
Entrada da estação